# Mark Bradford
Mark Bradford est un artiste contemporain américain. Pour Nathalie Obadia, il est en 2019 l'« un des plus grands artistes contemporains ».